# Neurey-lès-la-Demie
Neurey-lès-la-Demie is een gemeente in het Franse departement Haute-Saône (regio Bourgogne-Franche-Comté) en telt 345 inwoners (2011). De plaats maakt deel uit van het arrondissement Vesoul.

## Geografie
De oppervlakte van Neurey-lès-la-Demie bedraagt 9,8 km², de bevolkingsdichtheid is 35,2 inwoners per km².
De onderstaande kaart toont de ligging van Neurey-lès-la-Demie met de belangrijkste infrastructuur en aangrenzende gemeenten.

## Demografie
Onderstaande figuur toont het verloop van het inwonertal (bron: INSEE-tellingen).